# Josef Karl Richter
Josef Karl Richter (Podersam, nu: Podbořany, 16 maart 1880 – Wenen, 22 september 1933) was een Boheems componist en militaire kapelmeester.

## Levensloop
Richter was een zoon van een rechtbank-ambtenaar. Hij studeerde muziek en behaalde zijn diploma's in 1898. In hetzelfde jaar werd hij lid van de militaire kapel van het Infanterie-Regiment nr. 74 en verbleef aldaar tot 1901. Tijdens de Eerste Wereldoorlog diende hij als hospitaalsoldaat en werd in 1916 tot sergeant-majoor bevorderd. Van 1918 tot 1920 was Richter dirigent van het zogenoemde Volkswehr-bataljon nr. 6 in Wenen. Van 1920 tot 1924 was hij dirigent van de Brigade-Musik in Wenen en werd in 1924 tot kapelmeester van het Infanterie-Regiment nr. 4 benoemd. In deze functie verbleef hij tot 1932. Hij was een goede vriend van Franz Lehár en bewerkte vele van diens werken voor harmonieorkest. 
Richter was ook als componist bezig en schreef vooral marsen, dansen en lichte muziek voor harmonieorkest.

## Composities

### Werken voor harmonieorkest
- Heimkehr, mars
- Heldentotenlied, in vijf bewegingen voor bariton en harmonieorkest
- Jung Deutschmeister, mars
- Requiem, voor mannenkoor en harmonieorkest
- Romanze nr. 2, voor harmonieorkest
- Romanze nr. 3, voor harmonieorkest
- Sangesbrüder, mars
- Semendria, mars
- Treue Kameraden, mars
- Zum Ausmarsch bereit, mars